# Nick Griffin (baloncestista)
Nicholas Charles Griffin (Rockville, Maryland, 25 de febrero de 1995) es un jugador de baloncesto con nacionalidad estadounidense. Con 1,88 metros de altura juega en la posición de escolta. Actualmente forma parte de la plantilla del Al Rayyan de Catar.

## Trayectoria
Es un jugador natural de Rockville (Maryland), formado en Magruder High School de su ciudad natal, antes de ingresar en 2013 en la Universidad George Washington, situada en el barrio de Foggy Bottom en Washington D. C., donde jugaría dos temporadas la NCAA con los George Washington Colonials, desde 2013 a 2015. 
Tras una temporada en blanco, en 2016 cambia de universidad e ingresa en la Universidad de San Pedro, institución académica ubicada en Jersey City, Nueva Jersey, para jugar dos temporadas la NCAA con los Saint Peter's Peacocks, desde 2016 a 2018.
Tras no ser drafteado en 2018, firma por el Omonia BC con el que disputa la Primera División de Baloncesto de Chipre.
El 29 de diciembre de 2019, firma por el Enosis Neon Paralimni B.C. de la misma liga.
En agosto de 2021 fue presentado como jugador del Södertälje Kings de la Basketligan de Suecia. Sin embargo dejó el equipo en el mes de noviembre para unirse al Joensuun Kataja de la Korisliiga finlandesa, equipo con el que jugaría 32 partidos. 
El 28 de julio de 2022, firma con AS Apollon Patras de la A1 Ethniki.